# 千葉信育
千葉 信育（ちば のぶいく、1973年2月21日 - ）は、日本の実業家。Jトラストグループ代表取締役副社長。

## 概要
2008年6月Jトラスト株式会社　取締役副社長に就任。2009年3月には、阪急電鉄株式会社よりステーションファイナンスを買収し、同社の代表取締役社長に就任。2010年6月にはJトラスト株式会社　代表取締役社長に就任。
2011年8月には、楽天グループ傘下にあった、楽天KCカードから会社分割で譲り受けたKCカード株式会社代表取締役会長に就任。なお、KCカード株式会社は現在、PAY PAY CardとNexus Cardに会社分割し、PAY PAY CardはYahooグループに売却。
日本で培った金融事業経営ノウハウをもって、Jトラスト株式会社は2012年に韓国において、経営破綻した貯蓄銀行を取得し本格的に進出した。同年10月には韓国で新たに設立した親愛株式会社が韓国の金融当局から認可を得て貯蓄銀行業の免許を取得したのち、親愛貯蓄銀行株式会社（現：JT親愛貯蓄銀行株式会社）と商号変更し、同行の取締役に就任、経営破綻した当該貯蓄銀行を約2年で黒字化に導き、韓国を代表する貯蓄銀行の一つに育て上げた。
2015年1月に、グローバル金融グループのスタンダードチャータードより買収した株式会社SC貯蓄銀行（現：JT貯蓄銀行株式会社）の取締役に就任、更に同年3月には、SCキャピタル株式会社（のちに、社名をJTキャピタル株式会社と社名変更。現在はAキャピタル株式会社）を買収し、代表取締役に就任。
2018年6月には、Jトラスト株式会社代表取締役、韓国金融事業担当兼、東南アジアノンバンク事業担当として、同年9月にPT JTRUST INVESTMENTS INDONESIA代表理事に就任。日本や韓国で培ったノウハウを活かし、当時インドネシアにはほぼ存在していなかったサービサー事業を育成し、インドネシアの不良債権市場の経済発展に寄与している。
2019年3月に、J TRUST銀行の理事に就任。同月にはJトラスト株式会社、インドネシア金融事業担当兼、東南アジアノンバンク事業担当、同年6月にはJトラスト代表取締役、東南アジア金融事業担当となり、インドネシア金融事業に専念。銀行再生のため指揮をとり、2022年12月期には黒字化を達成させた。
このように同氏は日本、韓国、東南アジアでの銀行をはじめとする金融サービス事業に約30年以上の経験を有している。

## 人物・経歴
北海道出身。1991年埼玉県の埼玉県立越谷南高等学校卒業
1993年 　　　ユニマット ファイナンス事業部入社
2006年 2月 　ライブドアクレジット　副社長
2008年 6月 　株式会社イッコー（現：Jトラスト株式会社）取締役副社長
2009年 3月 　株式会社ステーションファイナンス（現：株式会社日本保証）　代表取締役社長
2010年 6月 　Jトラスト株式会社　代表取締役社長
2011年 8月 　KCカード株式会社（現： Nexus Card株式会社）　代表取締役会長
2012年10月 　親愛貯蓄銀行株式会社（現：JT親愛貯蓄銀行株式会社）　取締役
2015年 1月  　JT貯蓄銀行　取締役
2015年 1月　  Jトラストカード株式会社（現：Nexus Card株式会社）　代表取締役社長
2015年 3月     JTキャピタル株式会社(現 Aキャピタル株式会社）　代表取締役
2015年 6月     Jトラスト株式会社　代表取締役　専務執行役員　韓国金融事業担当兼経営企画部　広報・IR部門担当
2016年 6月     Jトラスト株式会社　代表取締役専務　執行役員　韓国金融事業担当兼広報・IR部門担当
2018年 6月     Jトラスト株式会社　代表取締役専務　執行役員　韓国金融事業担当兼東南アジアノンバンク事業担当
2018年 9月     PT JTRUST INVESTMENTS INDONESIA　代表理事（現任）
2019年 3月     PT Bank JTrust Indonesia Tbk.　理事（現任）
2019年 3月     Jトラスト株式会社　代表取締役専務　執行役員　インドネシア金融事業担当兼東南アジアノンバンク事業担当
2019年 6月     Jトラスト株式会社　代表取締役専務 執行役員 東南アジア金融事業担当
2020年 3月     Jトラスト株式会社　代表取締役副社長 執行役員 東南アジア金融事業担当（現任）
2020年 3月     JTRUST ASIA PTE.LTD.　取締役（現任）